# Bruchsal
Bruchsal település Németországban, azon belül Baden-Württembergben. Lakosainak száma 47 014 fő (2023. december 31.).

## Népesség
A település népessége az elmúlt években az alábbi módon változott:
| Lakosok száma | 33 755 | 39 281 | 39 559 | 37 246 | 36 500 | 40 138 | 41 777 | 43 231 | 42 871 | 47 014 |
|               | 1961   | 1968   | 1974   | 1981   | 1987   | 1994   | 2000   | 2007   | 2013   | 2023   |

## Városrészek

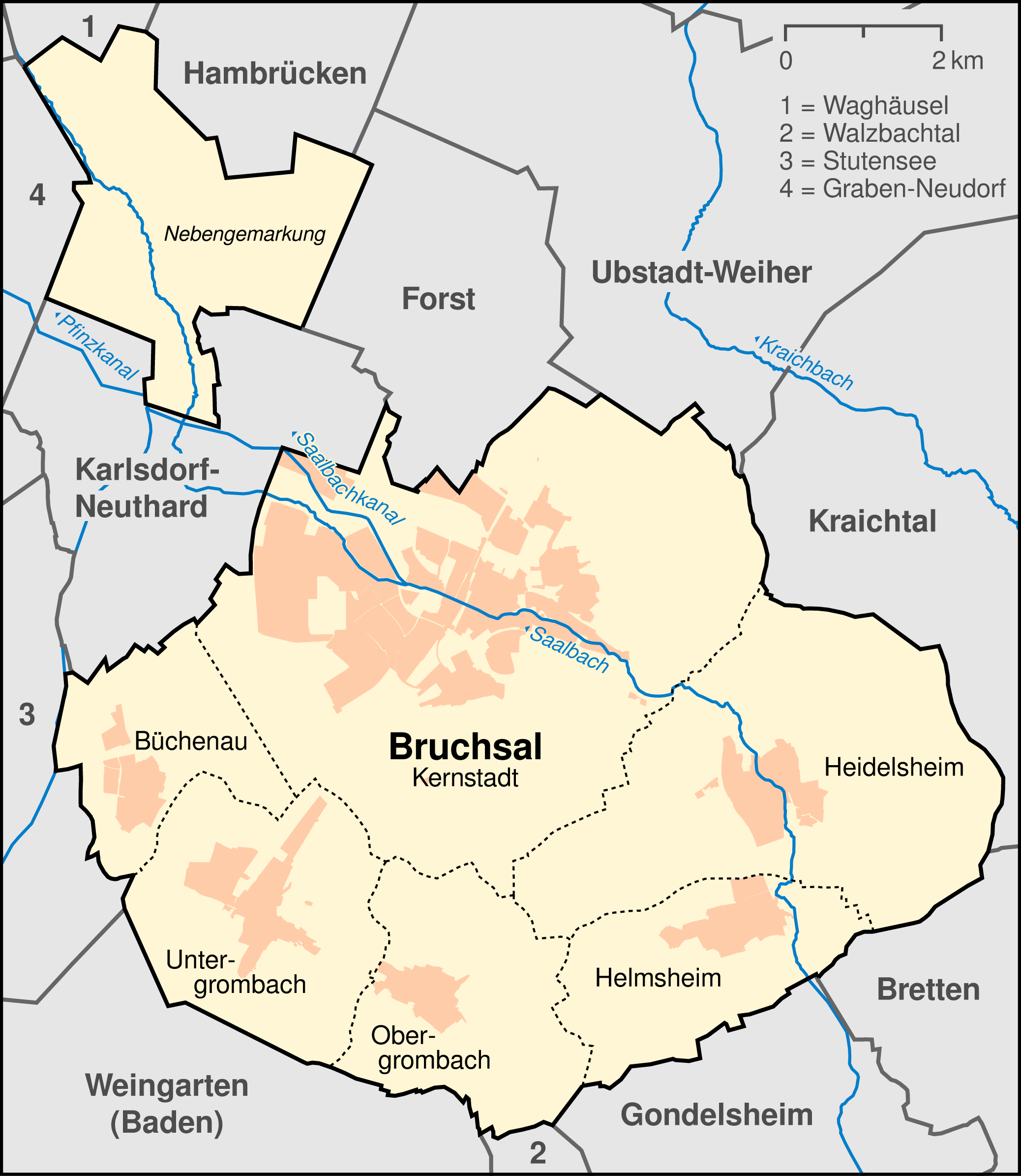
Városreszek

- Kernstadt Nordost
- Kernstadt Südost
- Kernstadt Südwest
- Kernstadt Nordwest
- Büchenau
- Heidelsheim
- Helmsheim
- Obergrombach
- Untergrombach

## Története
Írott forrásban mint város elsőként 1248-ban tűnik fel.
Amália hessen–darmstadti hercegnő 1806 és 1823 között itt élt.

## Közlekedés

### Közúti közlekedés
A várost érinti az A5-ös autópálya (Karlsruhe–Frankfurt).